# Jorge Santillana
Jorge Santillana (* 5. Juni 1969 in Mexiko-Stadt) ist ein ehemaliger mexikanischer Fußballspieler auf der Position eines Stürmers.

## Laufbahn
Seine ersten Profijahre verbrachte Santillana bei seinem „Heimatverein“ UNAM Pumas, mit dem er in der Saison 1990/91 die mexikanische Fußballmeisterschaft gewann. 1996 wechselte Santillana zum Stadtrivalen Cruz Azul und war fortan bei keinem Verein mehr länger als ein Jahr unter Vertrag. Einzige Ausnahme bildete sein Engagement bei den UANL Tigres, bei denen er zunächst eine Spielzeit (1997/98) verbrachte und später noch einmal für zwei Jahre (2000 bis 2002) zurückkehrte. Seine letzte Station hatte Santillana Ende 2004 bei deren Erzrivalen CF Monterrey, für den er allerdings nur noch zu zwei Kurzeinsätzen kam. Mit beiden Vereinen aus dem Ballungsraum Monterrey wurde Santillana jeweils einmal Vizemeister der mexikanischen Liga: mit den Tigres im Torneo Invierno 2001 und mit den Rayados in der Apertura 2004.

## Erfolge
- Mexikanischer Meister: 1990/91 (mit UNAM Pumas)
- Mexikanischer Vizemeister: Invierno 2001 (mit UANL Tigres), Apertura 2004 (mit CF Monterrey)